# Vrtače
Vrtače – wieś w Słowenii, w gminie Trebnje. W 2018 roku liczyła 22 mieszkańców.